# Primeval Whirl
Primeval Whirl était un parcours de montagnes russes de type Wild Mouse située dans une partie de Dinoland USA appelée Chester and Hester's Dino-Rama du parc Disney's Animal Kingdom à Walt Disney World Resort. Le nom de l'attraction est un jeu de mots sur les tourbillons (whirl) et l'ère primaire (primeval).
L'attraction était comparable à Mulholland Madness du parc Disney California Adventure par le manque de détails dans le décor, mais comportait deux circuits.
L'attraction avait été réduite à un fonctionnement saisonnier à partir du 17 juin 2019, et plus tard en septembre, les responsables du parc ont déclaré que l'attraction ne fonctionnerait que sur une base saisonnière. Le 16 juillet 2020, les responsables ont confirmé que l'attraction ne rouvrirait pas après diverses spéculations,.

## L'attraction
L'attraction était un double circuit de montagnes russes de type Wild Mouse avec peu de décors. Les deux circuits étaient disposés côte à côte mais de manière tête-bêche. 
La décoration était très colorée et essaie avec des couleurs orange, verte et cyan de faire croire à un voyage dans le temps jusqu'à l'époque de l'extinction des dinosaures due à une météorite (d'après certaines hypothèses).
Le thème était à l'image du reste du Chester and Hester's Dino-Rama, assez proche d'une vision cartoon. Les véhicules pouvaient toutefois tourner sur eux-mêmes et apporter ainsi un peu de variété à l'attraction, ce qui n'est pas le cas de Mulholland Madness. Chaque véhicule pouvait embarquer jusqu'à quatre personnes.
Cette attraction bénéficie du système FastPass
- Ouverture : 18 avril 2002
  - Pré-Ouverture : 31 mars 2002
- Fermeture : 15 mars 2020
- Conception : Walt Disney Imagineering, Reverchon Industries
- Longueur :  419,75 m
- Hauteur : 13 m
- Nombre de véhicules : 13
  - Passagers par véhicule : 4
  - Thème des véhicules : Machine à remonter le temps
- Inversions : 0
- Vitesse maximale : 47 km/h
- Intensité de la gravité : 2,5 g
- Durée : 1 min 30 s
- Taille minimale requise pour l'accès : 1,22 m
- Type d'attraction : Wild Mouse
- Situation : 28° 21′ 23″ N, 81° 35′ 16″ O